# Зубковський Іван Андрійович
Іва́н Андрі́йович Зубко́вський (*25 листопада 1848 року, Єрки — †5 грудня 1933 року, Миргород) — український лікар, відкривач миргородського джерела мінеральних вод, засновник Миргородського курорту.

## Біографія

### Дитинство та юність
Зубковський народився 25 листопада 1848 року в селі Єрки Миргородського повіту Полтавської губернії, в родині священика.
Кілька поколінь його предків мали духовний сан, тож цього чекали і від Івана його батьки. 1865 року він закінчив Лубенське духовне училище (за іншими даними Миргородське повітове училище), а 1870 року — Полтавську духовну семінарію, де викладав словесність молодий Іван Нечуй-Левицький. Проте згодом Зубковський вирішив бути лікарем і вступив на медичний факультет Імператорського університету св. Володимира. Батько був проти, тому на навчання у виші Іван заробляв сам.
Під час навчання в університеті Іван активно друкував статті про народну освіту в популярній газеті «Кіевскій телеграфъ», на які звернув увагу Михайло Драгоманов і заохотив продовжувати працювати в цьому напрямку. Зубковський прислухався до цієї поради.

### Служба у війську та викладацька діяльність
Закінчив університет саме перед початком російсько-турецької війни 1877 −1878 років. Випускник медичного факультету потрапив у розпорядження Кавказького окружного військово-медичного інспектора. Через рік дістав високу нагороду — офіцерський орден Станіслава III ступеня з мечами. Потім вчився в Петербурзькій Військово-медичній академії. В 1879–1883 рр. працював земським лікарем у Москві. Зубковського притягали до відповідальності у справі політичної неблагонадійності, але звільнили за браком доказів. Деякий час працював у Ризькому, а з 1897 р. — Кременчуцькому військовому госпіталі. Вислужив чин генерал-майора. У 1911 р. вийшов у відставку і оселився в Миргороді.

### Миргородський курорт та громадсько-культурна діяльність
1914 року Зубковського було обрано головою Миргородської міської управи. Він був активним організатором медичної служби у Миргороді та селах повіту. Через відсутність водогону та брак води у криницях міста під час посух Зубковський ініціював пошук джерел артезіанських вод поблизу міста. 22 лютого 1914 року було відкрито першу свердловину. Невдовзі Зубковський зауважив цілющі властивості місцевої води, які згодом було підтверджено незалежними перевірками. Своїм коштом обладнав перше приміщення курорту. До кінця життя працював лікарем оздоровниці.
Для централізації та організації відпочинку з ініціативи Зубковського у 1917 році у місті відкрили першу водолікарню у приміщенні міської лазні, де було 5 ванн для зовнішнього застосування. Наступного року відкрили власне приміщення водолікарні з яскравою червоною черепицею, яке стало візитівкою міста. Усе далі ширилися чутки про надзвичайну силу місцевої води, а у 1927 році у Миргороді заснували завод мінеральних вод.
Лікарську практику і громадську діяльність поєднував із краєзнавством, літературною творчістю, мемуаристикою; залишив спогади про власний життєвий шлях, зустрічі з відомими письменниками та видатними людьми того часу. Виступав на захист української мови.
У 1923 році Полтавський губернський виконавчий комітет присвоїв Івану Зубковському звання «Ветеран праці» із занесенням його імені на Червону дошку та призначенням персональної пенсії. Проте через звання генерала царської армії ім'я, громадська діяльність та літературна спадщина Івана Зубковського в СРСР замовчували.
Іван Зубковський приятелював з відомими людьми того часу, як-от письменником Панасом Мирним, художником Опанасом Сластьоном (автор проекту будівництва першого приміщення миргородської водолікарні), який понад десять років жив у флігелі його будинку, з поетом Павлом Тичиною. З ініціативи останнього Зубковський навіть написав книгу спогадів «Дні мого життя», в якій зокрема висловив своє життєве кредо: «… я завжди горів бажанням служити тільки громадським інтересам».

### Особисте життя
1881 року одружився, проте вже через шість років у квітні 1887 дружина Олена померла. Після цього Іван Зубковський не одружувався. Самостійно виховав двох доньок — Віру й Катерину. Віра була інженером, нині її нащадки живуть у Миколаєві. Катерина народилася калікою й сім'ї не мала. Закінчила Педагогічну академію, викладала історію в жіночій гімназії. Коли не стало батька, хвору жінку виселили з оселі. До самої смерті (1966 року) її приймали вдома мешканці Миргорода.

### Смерть
Іван Зубковський помер 5 грудня 1933 року у Миргороді. Похований на Троїцькому цвинтарі.

## Увіковічення пам'яті
1998 року на території курорту в Миргороді встановлений пам'ятник І.А.Зубковському.

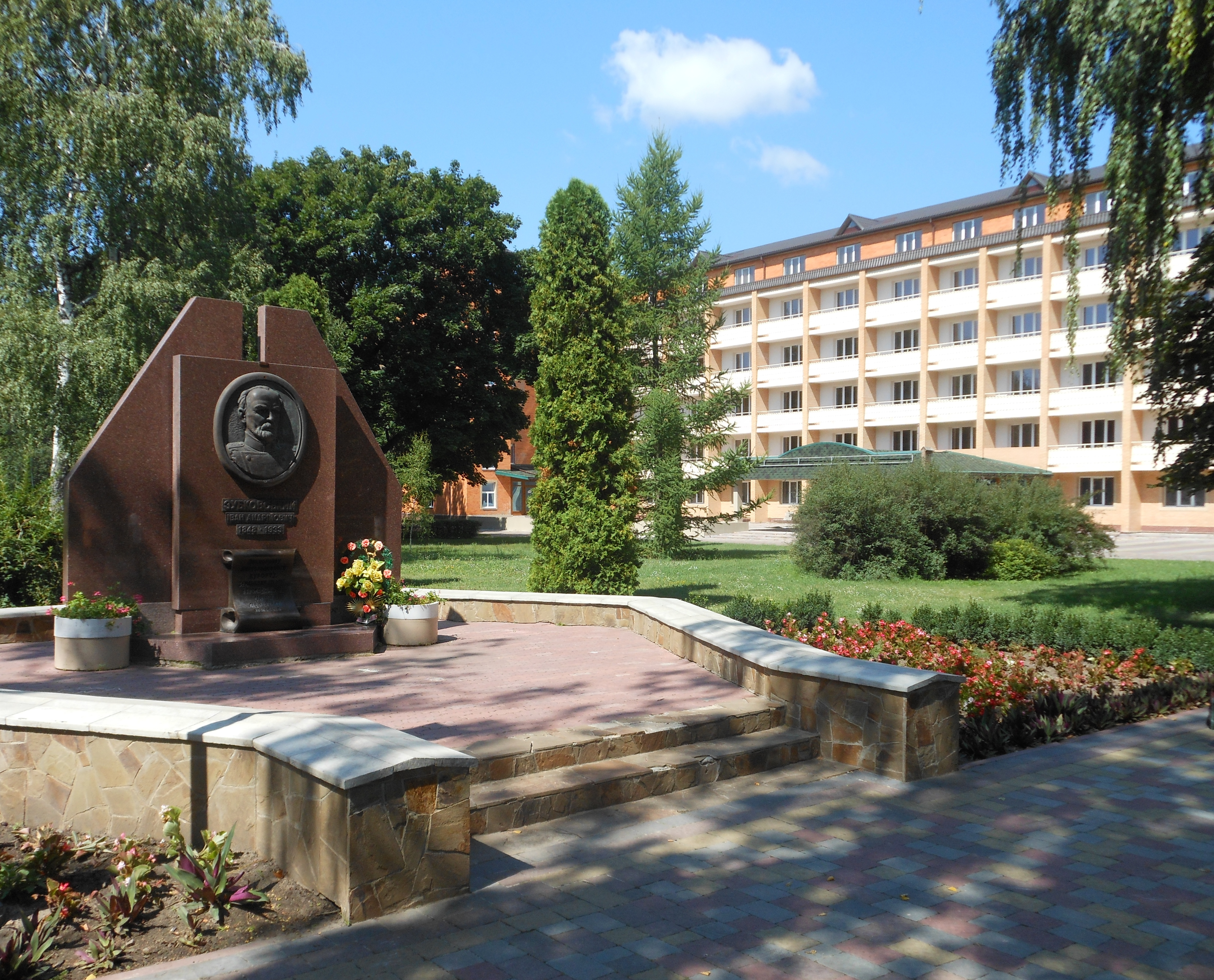
Пам’ятник засновнику курорту І. А. Зубковському

У листопаді 2008 року в місті урочисто відзначили 160-ту річницю з дня народження фундатора місцевого курорту. Зокрема рішенням Миргородської міської ради Івану Зубковському посмертно присвоєно звання Почесного громадянина міста.
Проводиться турнір з греко-римської боротьби пам'яті Івана Зубковського.
З 2013 року Миргородська загальноосвітня школа I—III ступенів №9 носить ім. Івана Андрійовича Зубковського

## Цікаві факти
Ще під час служби в армії Іван Зубковський зауважив, що дубові баклаги для води надто важкі й незручні, отож запропонував їх замінити на алюмінієві. Пропозицію визнали за слушну, й невдовзі в царській армії почали користуватися флягами з легкого і гігієнічного металу.